# Hemimegalenzephalie
Die Hemimegalenzephalie (von altgriechisch ἥμι hemi, deutsch ‚halb‘) ist eine Sonderform einer Megalenzephalie, bei der nur eine Hirnhälfte (Hemisphäre) abnormal vergrößert ist. Sie ist eine sehr seltene angeborene Erkrankung, die zum PIK3CA-related overgrowth spectrum gezählt werden kann. Klinisches Leitsymptom ist eine therapierefraktäre Epilepsie

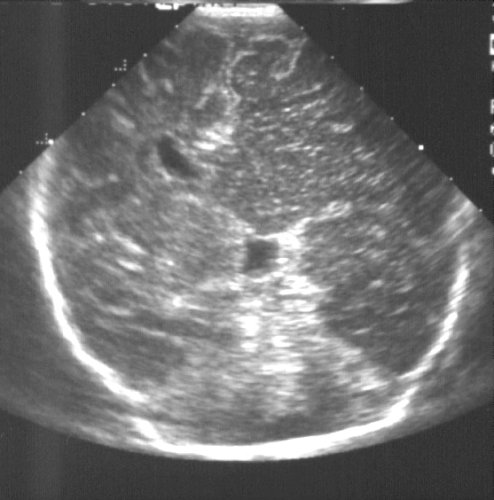
Sonogramm einer Hemimegalenzephalie bei einem Neugeborenen, transfontanellärer Koronarschnitt. Gut erkennbar ist die irreguläre Grosshirnstruktur, Verdrängung der Mittellinie und des Seitenventrikels

Synonym: Unilaterale Megalenzephalie

## Verbreitung
Die Häufigkeit ist nicht bekannt, diese Erkrankung findet sich bei etwa 0,2 % kindlicher Epilepsien.

## Ursache
Zugrunde liegt eine gestörte Gehirnentwicklung (Störung der zellulären Differenzierung und Zellproliferation) mit hamartomatöser Vergrößerung einer Hirnhälfte, meist des Großhirnes oder Teilen davon.
Neben dem Gehirn kann es zu weiteren Ausprägungen einer Hemihypertrophie kommen. Assoziation mit neurokutanen Erkrankungen wurden beschrieben.

## Klassifizierung
Die Hemimegalenzephalie kann wie folgt eingeteilt werden:
- Isolierte Hemimegalenzephalie ohne weitere Fehlbildungen
- Totale Hemimegalenzephalie mit Vergrößerung auch des Hirnstammes und des Kleinhirnes
- Syndromale Hemimegalenzephalie bei:
  - Epidermal-Naevus-Syndrom
  - Klippel-Trénaunay-Weber-Syndrom
  - Fibröse Dysplasie
  - Proteus-Syndrom
  - Hypomelanosis Ito
  - Neurofibromatose Typ 1 (selten)
  - Tuberöse Sklerose (selten)

## Klinische Erscheinungen
Klinische Kriterien sind:
- Oft schon in den ersten Lebensmonaten therapierefraktäre Krampfanfälle
- Entwicklungsverzögerung, auch psychomotorisch
- fortschreitende Hemiplegie
- Häufig Megalenzephalie ohne erhöhten Hirndruck

## Diagnose
Die Diagnose kann bereits frühzeitig mittels Sonografie, sonst mittels Magnetresonanztomographie oder Computertomographie gestellt werden.
Dabei finden sich neben der abschnittsweisen Vergrößerung Zeichen der kortikalen Dysplasie, Pachygyrie, Heterotopie und Gliosen.

## Differentialdiagnose
Abzugrenzen sind:
- asymmetrische Vergrößerungen anderer Ursache wie Gliomatosis cerebri
- asymmetrische Verkleinerungen der Gegenseite wie Hirnatrophie, Rasmussen-Enzephalitis oder das Dyke-Davidoff-Masson-Syndrom
- Sturge-Weber-Syndrom
- andere Störungen der Zellmigration ohne Überwuchs wie Polymikrogyrie, Lissenzephalie, Agyrie oder Pachygyrie
- Megalenzephalie-Kapillarfehlbildungen-Polymikrogyrie-Syndrom

## Therapie
Die Behandlung besteht mitunter in der Hemisphärektomie.